# Spilosoma binaghii
Spilosoma binaghii là một loài bướm đêm thuộc phân họ Arctiinae, họ Erebidae.